# Zengakuren
La Zengakuren (全学連) diminutif de zen-nihon gakusei jichikai sō rengō (全日本学生自治会総連合) signifiant Fédération japonaise des associations autonomes d'étudiants est une ligue étudiante d'extrême gauche créée au Japon le 6 juillet 1948. Elle est célèbre pour être à l'origine de nombreuses manifestations.

## Histoire
Bien qu'elle ait été créée formellement en 1948, par Teruo Takei (en), des mouvements politiques parmi les étudiants japonais peuvent être retracés bien avant.
L’organisation est fondée par des membres des « cellules communistes étudiantes », affiliées au Parti communiste japonais, et devient membre de l’Union internationale des étudiants lors de sa quatrième convention annuelle se tenant à Sofia en Bulgarie en septembre 1949. À la fin des années 1950 le Zengakuren se sépare du Parti communiste.
Entre 1955 et 1957, étudiants et syndicats organisent un mouvement de protestation (guérilla urbaine s'opposant à l’agrandissement d’une base militaire américaine, à Sunagawa, à l’ouest de Tokyo, et à l’expropriation de cent quarante familles. Ils s'oppose également au traité de coopération mutuelle et de sécurité entre les États-Unis et le Japon. Face à la ratification de ce traité, la Zengakuren se divise en trois factions principales : le Minseidô, le Sanpa Zengakuren (dont le Chūkaku-ha) et le Kakumaru-ha. Kakumaru-ha et Chūkaku-ha débute alors une guerre fratricide et s’entretuent, entraînant une centaine de morts.
Dans les années 1960-70, 60 % de la population estudiantine du pays en est membre, représentant près de 300 000 personnes. La jeunesse se mobilise à l’origine, son opposition à la guerre du Vietnam et aux bases américaines sur le sol japonais.
Les principaux motifs d'action de cette fédération ont été la lutte contre la guerre de Corée, ainsi que la révision du Traité de sécurité, conclu entre les États-Unis et le Japon. Cette mobilisation culmina au moment de la signature du traité, dans des manifestations rassemblant des centaines de milliers de personnes et des affrontements avec la police qui provoquèrent la mort d’un étudiant.
La Zengakuren éclate dans les années 1960 et 1970. Les différents groupes qui en sont issus sont de taille relativement modeste, allant de quelques centaines à quelques milliers de membres au plus, et leur capacité à mobiliser diminue pendant la première moitié des années 1960.
Depuis les protestations meurtrières des années 1970 et le discours révolutionnaire du Zengakuren est perçu comme dangereux et fait peur, le groupe est depuis honni par la société japonaise.
Certaines factions du mouvement organisent des attaques armées, et une guerre fratricide en son sein se prolonge jusqu’à la fin des années 1990.
En 2002, la Zengakuren participe aux manifestations contre la guerre en Irak. De nos jours, la Zengakuren milite pour le maintien de l'article 9 de la constitution japonaise, par lequel le pays s'engage à renoncer à la guerre.

## Idéologie
Les objectifs du Zengakuren sont exprimés dans son premier manifeste rendu public, et exprime des ambitions bien plus larges que la simple cause étudiante :

« Avec pour ambition de rendre possibles les revendications de tous les étudiants dans une voie démocratique, ainsi que de contribuer à la construction d’un Japon démocratisé par des moyens comme la réhabilitation de l’éducation, la Zengakuren s’engage à soutenir :
1. La stabilisation et l’amélioration des conditions de vie pour les étudiants ; une égalité des chances et un accès à l’école pour tous.
2. La liberté académique et la défense de la culture nationale.
3. La complète démocratisation des institutions scolaires.
4. La défense des conditions de vie pour les professeurs et le personnel administratif.
5. L’unification et l’élargissement du front étudiant.
6. La défense de la paix et de la démocratie.
7. Toutes autres activités nécessaires à l’accomplissement des buts de cette union. »

L'organisation partage des idéaux antimilitariste, anti-impérialiste américain, anticapitaliste, antistaniliste. Ils demandent le retrait des bases américaines du territoire japonais, la fin de l’invasion de l'Ukraine par la Russie,.

## Composantes
Zengakuren sert de nom à cinq fédérations étudiantes japonaises liées à des organisations politiques et représentent souvent leur branche estudiantine. Ces cinq fédérations sont :
- la Zengakuren, liée à la ligue communiste révolutionnaire du Japon (faction marxiste révolutionnaire) Kakumaru-ha,
- la Zengakuren Faction noyau central, liée à la Chūkaku-ha[5],
- la Zengakuren - Pamphlet, Faction Hazama,
- la Zengakuren - Pamphlet, Faction Kimoto,
- la Zengakuren communiste, liée au Parti communiste japonais.